# Cercomacroides nigrescens
El hormiguero negruzco (en Perú y Ecuador) (Cercomacroides nigrescens), también denominado hormiguero ceniciento (en Colombia), es una especie de ave paseriforme de la familia Thamnophilidae perteneciente al género Cercomacroides, hasta recientemente, en 2014, incluida en Cercomacra. Es nativo de Sudamérica.

## Distribución y hábitat
Se encuentra en Bolivia, Brasil, Colombia, la Guayana francesa, Perú y Surinam. Ver más detalles en Subespecies.
Esta especie es bastante común en su hábitat natural, las selvas húmedas tropicales y subtropicales tanto de regiones bajas como de estribaciones montañosas. También puede vivir en antiguos bosques muy degradados. Encontrada regularmente en bambuzales. Principalmente debajo de los 1600 m de altitud.

## Sistemática

### Descripción original
La especie C. nigrescens fue descrita por primera vez por los ornitólogos alemanes Jean Cabanis y Ferdinand Heine en 1859 bajo el nombre científico Percnostola nigrescens; localidad tipo «Cayena, Guayana francesa».

### Etimología
El nombre genérico femenino «Cercomacroides» deriva del género Cercomacra y del griego «oidēs»: que recuerda, significando «que recuerda a un Cercomacra»; y el nombre de la especie «nigrescens», proviene del latín «nigrescens o nigrescentis»: negruzco.

### Taxonomía
La especie Cercomacroides fuscicauda, que era tratado como subespecie de la presente, fue recientemente separado con base en las diferencias de vocalización del macho y de plumaje de la hembra, evidenciadas por Mayer et al. (2014), lo que fue aprobado en la Propuesta N° 636 al SACC.
Los análisis indican una relativa homogeneidad de vocalización entre las diferentes subespecies.

### Subespecies
Según la clasificación del Congreso Ornitológico Internacional (IOC) (Versión 7.3, 2017) y  Clements Checklist v.2016, se reconocen 5 subespecies, con su correspondiente distribución geográfica:
- Cercomacroides nigrescens nigrescens (Cabanis & Heine, 1859) – Surinam (región costera) y Guayana francesa; también margen norte del río Amazonas en Brasil (este de Amazonas, Pará).
- Cercomacroides nigrescens aequatorialis (Zimmer, 1931) – laderas de los Andes orientales desde el sur de Colombia (Nariño) al sur hasta el noreste de Perú (Amazonas, San Martín).
- Cercomacroides nigrescens notata (Zimmer, 1931) – laderas orientales en el centro este de Perú (oeste de Ucayali al sur hasta Junín).
- Cercomacroides nigrescens approximans (Pelzeln, 1868) – centro sur de la Amazonia brasileña (desde el sureste de Amazonas al este hasta el río Tapajós, al sur hasta Rondônia y Mato Grosso al oeste del río Teles Pires) y este de Bolivia (este de Beni, norte de Santa Cruz).
- Cercomacroides nigrescens ochrogyna (Snethlage, 1928) – centro este de la Amazonia brasileña (Pará al este del Tapajós y oeste del Tocantins, Mato Grosso al noreste del Teles Pires).